# Calycopis vitruvia
Calycopis vitruvia is een vlinder uit de familie van de Lycaenidae. De wetenschappelijke naam van de soort werd als Thecla vitruvia in 1877 gepubliceerd door William Chapman Hewitson.

## Synoniemen
- Thecla fortuna Druce, 1907